# Glinki (Rudno)
Glinki – część wsi Rudno w Polsce położona w województwie lubelskim, w powiecie lubartowskim, w gminie Michów. Nie posiada sołtysa, należy do sołectwa Rudno.
W latach 1975–1998 Glinki administracyjnie należały do województwa lubelskiego.
Według spisów urzędowych z nr SIMC w systemie TERYT ta część integralna miejscowości przypisana jest do wsi Rudno; jednak według administracji UG Michów należy już do wsi Elżbietów.